# KING (プロレスラー)
KING（キング、1980年4月2日 - ）は、王様をモチーフにした日本の覆面レスラー。

## 経歴
小学生の頃に、わんぱく相撲全国大会に2度出場しており、高校卒業時には大学や相撲部屋からの誘いも受ける。しかし、憧れのプロレスラーを目指して上京。
アニマル浜口トレーニングジムでトレーニングを積むが貯金が底をつき一旦鳥栖に帰郷。次の機会を探りながら市内の企業で働いていた。
2005年、知人にアステカを紹介されてプロレスリング華☆激に入門。
2006年4月30日、華☆激さざんぴあ博多多目的ホール大会でアステカとタッグを組んで対ディアブロ&相島勇人組戦でデビュー。
2013年3月、地元鳥栖でプロデュース大会を目的としたKINGプロモーションを設立。5月25日、鳥栖市勤労青少年ホーム多目的ホールでKINGプロモーション主催興行「超人バトルワールド」を開催。
2017年8月31日、KINGプロモーションに移籍と同時にKINGプロモーションが鳥栖を中心に活動するプロレス団体に変わることを発表。

## 得意技
KINGハマー
ジャックハマーと同型。
チョークスラム
キン肉バスター
カメハメバスター

## 入場曲
- キン肉マンのテーマ

## タイトル歴
- 博多タッグ王座
- 篠栗88タッグ王座

## エピソード
- かなりの天然ボケで迷言と珍行動の数々は周囲を和ませるか戸惑わせてしまう。